# Parsi (narod)
Parsi (dosl. Perzijanac) su etničko-vjerska zajednica podrijetlom iz Irana. Većina naroda danas živi u Indiji i zoroastrijske su vjere. Prema legendi, Parsi potječu iz Horasana, regije na sjeveru Iranskoj visoravni. Iz Irana u Indiju emigrirali su tijekom srednjeg vijeka. Etnonim Parsi se rabi od 17. stoljeća.
Smatra s da broje oko 110.000 pripadnika. Nakon indijske nezavisnosti stečene 1947. godine brojni od njih su se raselili po svijetu. Prema indijskom popisu iz 2001. godine, u Indiji je živjelo 69.601 Parsa, uglavnom u Mumbaiju. U susjednom Pakistanu ih živi oko 3000. Dijaspora uključuje 6500 Parsa u Sjedinjenim Državama, 5000 u Britaniji, 4500 u Kanadi, 300 u Singapuru i Australiji, 150 u Hong Kongu, te 80 u Keniji. Na Zapadu su poznati po svom humanitarnom radu.

## Poznate osobe
- Freddie Mercury
- Zubin Mehta
- John Abraham
- Homai Vyarawalla, prva indijska fotonovinarka
- Persis Khambatta
- Dorab Patel
- Feroze Gandhi
- Homi J. Bhabha
- Homi N. Sethna
- Jamsetji Tata, otac indijske industrije[1]
- Neville Wadia
- obitelj Tata
- obitelj Godrej
- obitelj Wadia
- Muhammad Ali Jinnah
- Rattanbai Petit
- Sam Hormusji Framji Jamshedji Manekshaw
- Jal Cursetji
- Aspy Engineer
- Fali Homi Major

## Poveznice
- Irani, druga zoroastrijska zajednica u Indiji, podrijetlom iz Irana

## Vanjske poveznice
- (engl.) UNESCOPARZOR – UNESCO-ov projekt o Parsima
- (engl.) Kuhinjski recepti naroda Parsa  Arhivirana inačica izvorne stranice od 11. veljače 2009. (Wayback Machine)
- (engl.) Knjige o Parsima

Ostali projekti
|  | Zajednički poslužitelj ima još gradiva o temi Parsi |